# Philips van Lansbergen
Philips van Lansbergen (en rad olika namnformer förekommer), född 25 augusti 1561 i Gent, död 8 december 1632 i Middelburg, var en nederländsk astronom.
Lansbergen levde i många år som läkare i Antwerpen och Ter Goes, var i slutet av sitt liv bosatt i Middelburg och är bekant genom åtskilliga astronomiska skrifter, särskilt genom sina astronomiska tabeller, Tabulæ motuum coeleslium perpetuæ etc. (1633). Hans Opera omnia utkom 1663.

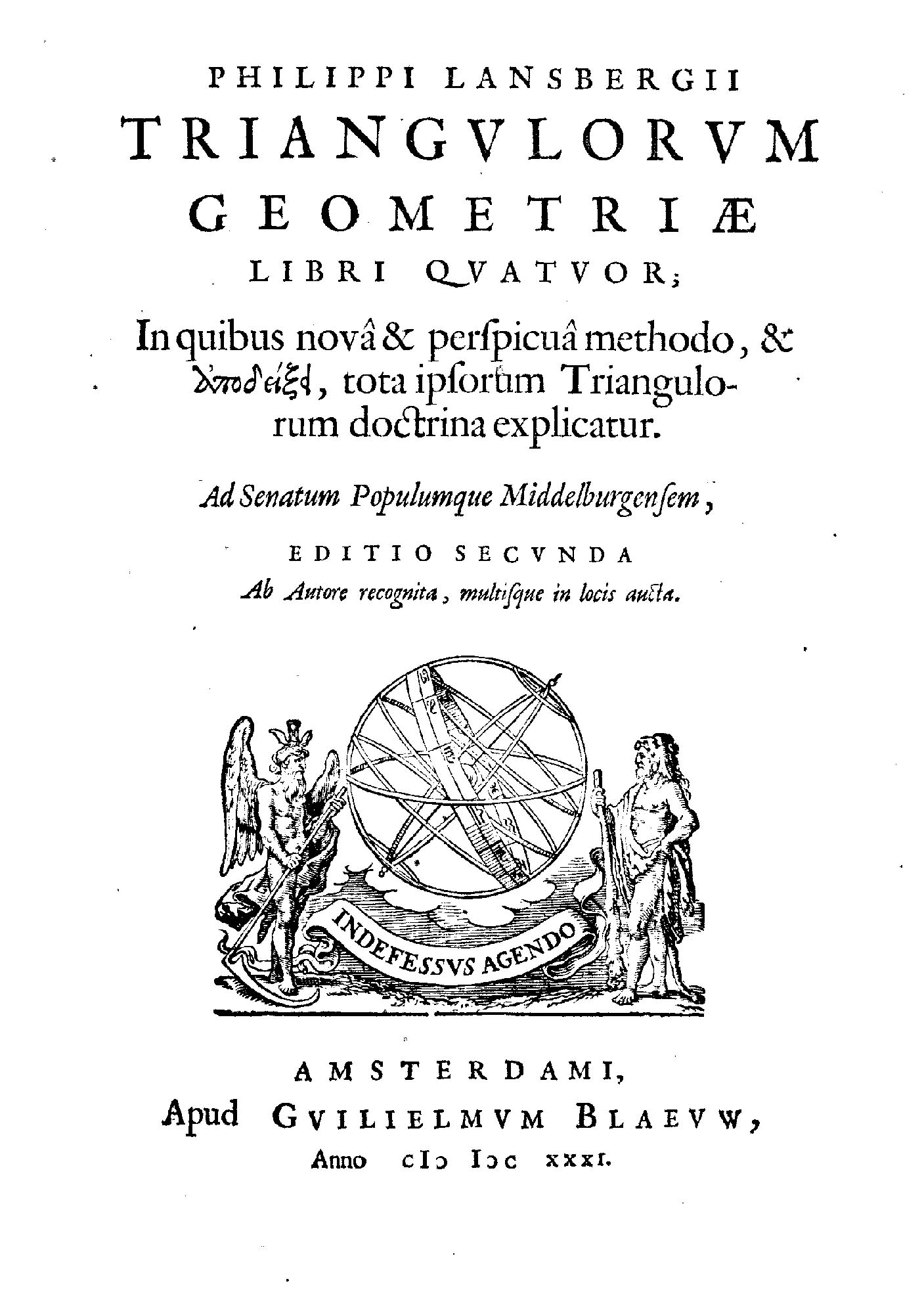
Triangulorum geometriae libri quatuor, 1631.